# Лебига, Вадим Аксентьевич
Вади́м Аксе́нтьевич Леби́га (род. 10 июня 1946, Новоград-Волынский, УССР, СССР) — советский и российский учёный в области механики жидкости и газа, главный научный сотрудник Института теоретической и прикладной механики имени С. А. Христиановича СО РАН, доктор технических наук, профессор, член-корреспондент РАН. Автор более 170 научных публикаций.

## Становление, карьера
Родился в 1946 году в гор. Новограде-Волынском (ныне Звягель) Житомирской области в семье учителей. В 1963 году окончил там среднюю школу № 3 с золотой медалью и поступил в Ленинградский механический институт (ЛМИ; сейчас Балтийский государственный технический университет «Военмех» им. Д. Ф. Устинова).
Окончил вуз в 1969 году по специальности аэрогазодинамика и трудоустроился в Институт теоретической и прикладной механики (ИТПМ) СО АН СССР (ныне Институт теоретической и прикладной механики им. С. А. Христиановича СО РАН). Параллельно с работой в ИТПМ обучался в заочной аспирантуре ЛМИ и в 1978 году защитил кандидатскую диссертацию «Экспериментальные исследования характеристик турбулентных течений при сверхзвуковых скоростях» (научный руководитель проф. И. П. Гинзбург) в Ленинградском политехническом институте.
В 1993 году защитил диссертацию «Термоанемометрия нестационарных процессов сжимаемых течений» на соискание учёной степени доктора технических наук в Институте теплофизики СО РАН, а в 1997 году ему было присвоено учёное звание профессора.
В настоящее время занимает должность главного научного сотрудника и руководит Международным центром аэрофизических исследований в ИТПМ им. С. А. Христиановича. Также является профессором кафедр  «Аэрогидродинамика» Новосибирского государственного технического университета и «Аэрофизика и газовая динамика» Новосибирского государственного университета.
В 2022 году был избран членом-корреспондентом РАН по Отделению энергетики, машиностроения, механики и процессов управления, секция механики.

## Научная деятельность
Главное направление исследований В. А. Лебиги — пульсационные процессы в высокоскоростных дозвуковых и сверхзвуковых потоках газа, развитие методов термоанемометрии для их изучения.
При его непосредственном участии
- предложены и реализованы новые принципиальные схемы термоанемометров постоянного тока;
- теория диаграмм пульсаций термоанемометрии распространена на дозвуковые скорости потока и дополнена для сверхзвуковых скоростей;
- на основании проведённых экспериментальных исследований устойчивости ламинарного пограничного слоя и фоновых пульсаций в рабочих частях сверхзвуковых аэродинамических труб дано обоснование влияния различных параметров на переход к турбулентности в пограничном слое;
- предложена оригинальная установка для реализации течения Куэтта в полукольцевом канале, что позволило использовать инструментальные методы измерения характеристик течения Куэтта с помощью вводимых в поток датчиков и получить данные по теплообмену датчика термоанемометра в сильно разреженной среде.

На основании полученных результатов фундаментальных исследований, под руководством В. А. Лебиги выполнен ряд прикладных работ: измерены фоновые возмущения в ряде отечественных и зарубежных аэродинамических труб, в том числе криогенных; впервые выполнены измерения пульсаций потока в наружном контуре авиационного двигателя при стендовых испытаниях; измерены пульсации в разрядном промежутке СО2-лазера при давлениях ниже 10 торр, что дало возможность повысить мощность разрабатываемого лазера.

## Публикации
Автор книги «Термоанемометрия сжимаемых потоков» (Новосибирск: Изд-во НГТУ, 1997. 81 с), соавтор свыше 170 других научных публикаций, в том числе 7 патентов и свидетельств о регистрации программ.
- Экспериментальное исследование устойчивости сверхзвукового пограничного слоя на плоской пластине с притуплением передней кромки. Известия АН СССР, МЖГ. 1977. № 4. (С соавт.)
- Измерение пульсаций термоанемометром при больших дозвуковых скоростях. Прикладная механика и техническая физика. 1988. Т.29, № 3. С. 80-84. (С соавт.)
- Исследование пульсаций потока в авиадвигателе методами термоанемометрии. Аэрокосмическая техника, высокие технологии и инновации. 2022. Т.1. С. 114-116. (С соавт.)
- Измерение пульсаций потока в проточной части контура непрерывного электроразрядного СО2−лазера. Теплофизика и аэромеханика. 2011. Т.18, No.1. С. 73-80. (С соавт.)
- MEMS thermal film sensors for unsteady flow measurement. Sensors and Actuators A: Physical. 2015. (With co-authors)
- Исследования по переходу к турбулентному течению в пограничном слое при сверхзвуковых скоростях // Академик В. В. Струминский. М.: Наука, 2018. С. 183-190. (серия «Выдающиеся ученые-механики ЦАГИ»).

- Авт. свид. № 526828. Термоанемометр постоянного тока: Бюл. изобр. № 32, 1976.
- Авт. свид. № 1026059. Термоанемометр постоянного тока: Бюл. изобр. № 24. 1988.
- Патент № 2503957 РФ. Датчик для измерения концентрации компонентов газовой смеси. 10.01.2014. Бюл. № 1.
- Патент № 2508156 РФ. Способ разделения многокомпонентной парогазовой смеси. 27.02.2014. Бюл. № 6.
- Патент РФ No. 2657513. Установка для моделирования течения типа Куэтта и способ тарировки датчика термоанемометра в установке для моделирования течения Куэтта. 25.04.2017. M., 2018. Бюл. № 17. С. 11.
- Патент № 2697918 РФ. Способ измерения акустических пульсаций газового потока. 30.12.2018. М.: ФИПС, 2019. Бюл. № 24.
- Программа расчёта диаграммы пульсаций. Свидетельство о государственной регистрации программы для ЭВМ. No.2022669131. -М.: ФИПС, 2022. Бюл. No 10.

Суммарно эти публикации были процитированы около 700 раз, индекс Хирша — 12 (данные Elibrary на конец 2024 года).

## Оргработа
Член редколлегии журнала «Теплофизика и аэромеханика», член редсовета журнала «Аэрокосмическая техника и технологии» БГТУ «Военмех» им. Д. Ф. Устинова, член Российского национального комитета по теоретической и прикладной механике, член Российского национального комитета по теории машин и механизмов, заместитель председателя международной конференции по методам аэрофизических исследований (ICMAR), член оргкомитетов ряда международных и российских конференций (КИМИЛА, ISEM, PICAST, ISFMTM и др.).
Член комиссии Президиума Сибирского отделения РАН по сотрудничеству с Национальным научным комитетом Тайваня. Ежегодно проводились конкурсы совместных проектов по разным научным темам (до 5) и 2 симпозиума (1 в Сибирском отделении, 1 на Тайване). Являлся руководителем совместных проектов с Китайским аэродинамическим центром (гор. Мяньян, Сычуань), Европейской трансзвуковой аэродинамической трубой (Кёльн, Германия), университетом Чен Гун (гор. Тайнань, Тайвань) и др. Был организатором ряда циклов лекций по фундаментальным проблемам аэрогазодинамики для зарубежных групп специалистов. По приглашению университета Чен Гун дважды по 3 месяца работал визит-профессором.

## Награды и премии
- 1988 — серебряная медаль ВДНХ за создание термоанемометра ТПТ-2
- 1989 — почётное звание «Заслуженный ветеран СО АН СССР» с вручением нагрудного знака
- 1990 — бронзовая медаль ВДНХ за создание термоанемометра ТПТ-4
- 1999 — Почётная грамота Президента РАН
- 2012 — Премия имени Н. Е. Жуковского (в составе коллектива) с вручением серебряной настольной медали «За значительный вклад в теорию авиации»[8]
- 2024 — медаль «300 лет Российской академии наук»
- 2024 — почётное звание «Заслуженный деятель науки СО РАН» с вручением нагрудного знака «Золотая сигма»

Также удостоен многих региональных и отраслевых наград.